# Chinna Anuppanadi
Chinna Anuppanadi es una  ciudad censal situada en el distrito de Madurai en el estado de Tamil Nadu (India). Su población es de 26158 habitantes (2011). Se encuentra a 4 km de Madurai.

## Demografía
Según el censo de 2011 la población de Chinna Anuppanadi era de 26158 habitantes, de los cuales 13162 eran hombres y 12996 eran mujeres. Chinna Anuppanaditiene una tasa media de alfabetización del 82,69%, superior a la media estatal del 80,09%: la alfabetización masculina es del 88,14%, y la alfabetización femenina del 77,20%.